# Sovjetunionens flåde
Sovjetunionens flåde (russisk: Военно-морской флот СССР, Vojenno-morskoj flot SSSR) var den maritime gren af Sovjetunionens militær. En anden betegnelse for flåden er Den Røde Flåde.

## Historie
Det russiske rige havde ikke store maritime traditioner, især ikke i forhold til andre europæiske magter såsom Storbritannien eller Frankrig. Dette skyldes især landets placering i forhold til havene, som Rusland havde dårlig adgang til på grund af isforekomster størstedelen af året i de nordlige havne og geografiske afstande fra havnene i Sortehavet til Middelhavet. Derudover var Rusland det største land i Eurasien, hvor størstedelen af handelen foregik via landruter, hvilket overflødiggjorde en større flåde.

### Grundlæggelse
Den sovjetiske flåde blev etableret i 1918 på grundlag af resterne fra Den kejserlige russiske flåde.
Den sovjetiske flåde, som i mellemkrigstiden gik i forfald, blev officielt betegnet som den Røde arbejder- og bondeflåde ((russisk) Рабоче-Крестьянский Красный Флот, РККФ eller Rabotje-Krestjanskij Krasnyj Flot, RKKF). Af svære enheder havde man kun et par enheder af Gangut-klassen. Statens opmærsomhed var hovedsageligt rettet på indenrigspolitikken, og flåden fik ikke mange midler til uddannelse eller vedligehold. En meget sigende antydning af flådens manglende potentiale va, da Sovjetunionen ikke blev inviteret med til Washington-konferencen, der skulle bestemme, hvor mange skibe og hvor stor tonnage hvert enkelt flåde maksimalt måtte have. Som en del af den 3. femårsplan (1938-1942) blev et omfangsrigt oprustningsprogram igangsat, og et folkekommisariat for militær- og marinespørgsmål blev oprettet.

### 2. verdenskrig
Under vinterkrigen (der for Sovjetunionen hovedsageligt var en optakt til den store fædrelandskrig) kom det til mindre aktioner i Østersøen], hovedsageligt artilleridueller mellem finske forter og sovjetiske krydsere og slagskibe.
Da Hitler indledte Operation Barbarossa i 1941, måtte den russiske militære ledelse erkende, at en stærk flåde faktisk kunne spille en stor rolle. Store dele af den sovjetiske flåde under 2. verdenskrig bestod af tidligere amerikanske destroyere under Lend-Lease-programmet. De var det primære forsvar for de allieredes konvojer mod Kriegsmarinens undervandsbåde.[kilde mangler] Uheldigvis var størstedelen af Den Røde Flåde spærret inde i havnene i Leningrad og Kronstadt mellem 1941-1944 på grund af søminer og luftangreb. Enkelte enheder baseret i Sortehavet hjalp til i forsvaret af Sevastopol under belejringen af byen i 1941-42.

### Den kolde krig
Efter krigen besluttede den øverste militære sovjetiske ledelse, at man på alle fronter skulle være i stand til at konkurrere mod Vesten. Man indledte et våbenprogram, der skulle kunne indhente Vestens militære forspring – i hvert fald kvantitativt. En vigtig del af flådens oprustning var bygningen af undervandsbåde inspireret af erobret teknologi fra Kriegsmarine. I efterkrigstiden søsatte man et stort antal af disse ubåde. Senere blev disse designs forbedret ved hjælp af udviklingen af egne erfaringer, teknologi hentet fra Aksemagterne som krigsskadeerstatninger. Sovjetunionens teknologi var dog hele tiden en generation efter NATO-landene, især sonar- og støjteknologisk.
Den sovjetiske flåde var hurtig til at erkende vigtigheden af de nye missiler og udstyrede et stort antal orlogsskibe med dem. Det blev et karakteristisk sovjetisk design at fremstille relativt små skibe med høj fart og store missiler. Vesten valgte ikke at følge den samme strategi i samme omfang. Udover de mange mindre fartøjer var den sovjetiske flåde udstyret med et stort antal missilkrydsere med voldsom ildkraft, såsom de atomdrevne slagkrydsere af Kirov-klassen og den deraf afledte konventionelle Slava-klasse
I 1968 og 1969 hejste man kommando på helikopterkrydserne Moskva og Leningrad (Moskva-klassen), efterfulgt af det første af fire hangarskibe af Kiev-klassen i 1973. Den sovjetiske flådeledelse forsøgte at holde trit med de amerikanske superhangarskibe med disse skibsklasser. Designet blev dog ændret på tegnebrættet. og skibene fik mindre dimensioner, da man fandt, at det ville være mere rentabelt med mindre hangarskibe. I 1980'erne byggede man det første deciderede hangarskib – Tbilisi (senere omdøbt til Admiral Kuznetsov). Som endnu et bevis på den anderledes sovjetiske flådedoktrin var både Kiev- og Kuznetsov-klassen udrustet med antiskibsmissiler. I slutningen af 1980'erne forsøgte Sovjetunionen at bygge et reelt superhangarskib, der skulle bære navnet Uljanovsk. Skibet var ikke færdiggjort ved afslutningen på den kolde krig og blev efterfølgende skrottet.
I modsætning til US Navy havde sovjetiske flåde ikke en stor hangarskibsflåde, men brugte i stedet et stort antal strategiske bombefly, der var organiseret under Aviatsija Vojenno-Morskogo Flota, flådens luftstyrker. Tupolev-bombefly såsom Tupolev Tu-16 og Tu-22M blev udrustet med supersoniske antiskibsmissiler, flyenes rolle var at nedkæmpe NATO's forsyningskonvojer mellem Nordamerika og Europa (NATO's Operation Reforger), hvis den kolde krig skulle blive varm.
Den store gruppe af atomdrevne angrebsubåde havde samme opgave som flyene, men skulle også engagere de amerikanske hangarskibskampgrupper. Desuden havde flåden et stort antal atomdrevne missilubåde, såsom Oscar-klassen bevæbnet med SLBM kernevåben, under denne kategori falder også verdens største ubåde Typhoon-klassen.
Den sovjetiske flåde oplevede et antal problemer med driftssikkerheden, især på atomdrevne fartøjer. Det første problem opstod med den første atomdrevne ubåd K-3 Leninski Komsomol som November-Klassen er designet fra. Der var flere alvorlige problemer med atomubåde som eksempelvis K-219 og K-278 Komsomolez, der begge forliste efter brande samt det noget dystre havari på K-19 med en læk i kernereaktoren, hvor flere besætningsmedlemmer døde (se også filmen K-19 - The Widowmaker). Utilstrækkelige sikkerhedsprocedurer og konstruktionsfejl var normalt grunden til problemerne. Fra sovjetisk side blev det postuleret, at mange af ulykkerne skete som følge af kollisioner med amerikanske ubåde, en påstand der formentligt ikke er helt uden sandhed.[kilde mangler] Dette er stadig uklart, da den amerikanske flåde ikke omtaler ulykker, der har med nukleare skibe at gøre. Ved den kolde krigs ophør i 1991 var der stadig en del sovjetiske ubåde fra den første generation i tjeneste. Årsagen hertil var, at de sovjetiske ballistiske missiler havde en relativ ringe præcision, hvorfor Sovjetunionen lagde vægt på at kunne affyre mange missiler fra ubådene, ligesom de sovjetiske ubåde blev fulgt tæt af NATO-ubåde, hvorfor en stor del af de sovjetiske ubåde måtte forventes at blive sat ud af spillet tidligt i en eventuel konfrontation. Dette tvang den sovjetiske ledelse til at tilegne sig filosofien: "Sikkerhed i antal".

### Efterfølger
Efter Sovjetunionens sammenbrud blev flåden kastet ud i kaos og blev delt mellem de maritime stater, der opstod efter tomrummet efter unionen (Rusland, Ukraine og Baltikum). I Sortehavsflåden var der udpræget kaos, og det tog flere år, før en aftale om delingen af flåden kom i stand mellem Rusland og Ukraine.

## Organisation
Den sovjetiske flåde var opdelt i et antal hovedflåder: Nordflåden, Stillehavsflåden, Sortehavsflåden, Østersøflåden samt en stående flådestyrke i Middelhavet benævnt Eskadren. Den kaspiske flotille var en semi-uafhængig styrke, der administrativt var underlagt Sortehavsflåden, mens den indiske eskadre var underlagt Stillehavsflåden, hvorfra den også fik tildelt sine enheder. Flåden bestod desuden af et antal andre enheder: Flådens luftstyrker, Marineinfanteriet og kystartilleriet. Efter afslutningen på den kolde krig blev flåden omdannet til den russiske flåde.

## Literatur
- Ulrich Schulz-Torge: Die sowjetische Kriegsmarine (3 bøger), Bonn, 1977-1981.
- Sherry Sontag, Christopher Drew und Annette Lawrence Drew: Blind Man's Bluff: The Untold Story of American Submarine Espionage. Harper, 1998, ISBN 0-06-103004-X.
- Dieter S. Lutz/Erwin Müller/Andreas Pott: Seemacht und Sicherheit. Beiträge zur Diskussion maritimer Rüstung und Rüstungskontrolle, Baden-Baden, 1986, ISBN 3-7890-0791-9.
- Thomas Nilsen, Igor Kudrik, Aleksandr Nikitin: Report 2:1996: The Russian Northern Fleet Arkiveret 10. december 2004 hos  Wayback Machine. Bellona Foundation, Oslo/St. Petersborg 1996, ISBN 82-993138-5-6. Chapter 8, Nuclear submarine accidents.
- James Oberg: Uncovering Soviet Disasters Arkiveret 10. juni 2011 hos  Wayback Machine. Random House, New York 1988, ISBN 0-394-56095-7.
- Horst Steigleder: Stalins Terror und die Rote Flotte. Schicksale sowjetischer Admirale 1936-1953. Ingo Koch Verlag, Rostock 2009, ISBN 978-3-938686-90-4.

## Eksterne links
- Globalsecurity.org: Sovjetunionens flåde
- Admiral Gorshkov and the Soviet Navy Arkiveret 22. november 2005 hos  Wayback Machine
- Nikolai G. Kuznetsov
- The First Soviet Giants Arkiveret 15. august 2009 hos  Wayback Machine Artikel fra det amerikanske flådemagasin, Undersea Warfare
- Sovjetiske ubåde
- Hangarskibe Arkiveret 19. marts 2017 hos  Wayback Machine
- Dreadnoughts Arkiveret 4. juni 2011 hos  Wayback Machine
- Den røde flåde Arkiveret 11. september 2006 hos  Wayback Machine